# 2 złote wzór 1989
2 złote wzór 1989 – moneta dwuzłotowa, wprowadzona do obiegu 28 grudnia 1988 zarządzeniem prezesa Narodowego Banku Polskiego z 10 grudnia 1988 r. (M.P. z 1988 r. nr 35, poz. 325), wycofana z obiegu z dniem denominacji z 1 stycznia 1995 roku, rozporządzeniem prezesa Narodowego Banku Polskiego z dnia 18 listopada 1994 r. (M.P. z 1994 r. nr 61, poz. 541).
Dwuzłotówkę wzoru 1989 bito w latach 1989 i 1990.

## Awers
W centralnym punkcie umieszczono godło – orła bez korony, poniżej rok bicia, dookoła napis „POLSKA RZECZPOSPOLITA LUDOWA”, a pod łapą orła pojawił się znak mennicy w Warszawie.

## Rewers
Na tej stronie monety znajduje się napis „2 ZŁ”, po bokach i u dołu stylizowane kłosy zboża przewiązane szarfą zwisającą w kształcie litery V.

## Nakład
Mennica Państwowa biła monetę w aluminium PA-2 na krążku o średnicy 18 mm, masie 0,71 grama, z rantem ząbkowanym. Projektantami byli:
- Stanisława Wątróbska-Frindt (awers) oraz
- Wacław Kowalik (rewers).

Nakłady monety w poszczególnych latach przedstawiały się następująco:
| Rocznik      | Znak mennicy | Nakład (sztuk) | Uwagi                                                           |
| ------------ | ------------ | -------------- | --------------------------------------------------------------- |
| 2 złote 1989 | MW           | 91 494 000     | istnieją monety wybite stemplem lustrzanym1 (nakład 5000 sztuk) |
| 2 złote 1990 | MW           | 40 723 000     | istnieją monety wybite stemplem lustrzanym (nakład 5000 sztuk)  |

gdzie: 1 – bicia stemplem lustrzanym wykonano w Mennicy Państwowej na początku lat 90. XX w. w ramach emisji zestawów rocznikowych monet PRL z lat 1979, 1980, 1981, 1982, 1986, 1987, 1988, 1989, 1990

## Opis
Moneta zastąpiła dwuzłotówkę wzór 1986. Zmieniono materiał, redukcji uległy średnica i masa monety.
Monet od dnia wprowadzenia aż do dnia denominacji z 1995 r. krążyła w obiegu razem z aluminiową dwuzłotówka wzór 1958 oraz z dwuzłotówkami w mosiądzu wzór 1975 i 1986.
Dwuzłotówka z roku 1990, mimo zmiany 1 stycznia 1990 r. nazwy państwa na Rzeczpospolita Polska i godła na orła w koronie, miała stary awers, a więc z napisem „POLSKA RZECZPOSPOLITA LUDOWA” oraz orłem bez korony.

## Wersje próbne
Istnieje wersja tej monety należąca do serii próbnej w niklu (1989) z wypukłym napisem „PRÓBA”, wybita w nakładzie 500 sztuk. Katalogi informują również o istnieniu wersji próbnych technologicznych w żelazie (1989), mosiądzu (1989) oraz aluminium (1989), z wypukłym napisem „PRÓBA” o nieznanych nakładach.